# Fernando Clavijo
Fernando Clavijo (* 23. Januar 1956 in Maldonado, Uruguay; † 8. Februar 2019) war ein amerikanischer Fußballspieler.
Der ehemalige Nationalspieler der USA spielte während seiner aktiven Zeit für Mannschaften in den Ligen American Soccer League, North American Soccer League und in der Major Indoor Soccer League. Nach seinem Karriereende arbeitete er als Trainer. Seit 2012 war er Technischer Direktor beim FC Dallas.

## Spielerkarriere
Clavijo wuchs in Uruguay auf. Von 1973 bis 1978 spielte er für den Club Atlético Atenas.
Ende der 1970er Jahre kam er in die USA.
Von 1979 bis 1981 spielte er für New York Apollo, 1981 bis 1983 für die New York Arrows und in Folge für viele andere Vereine in der damaligen North American Soccer League. Im ganzen absolvierte er 540 Profispiele in den USA und schoss 127 Tore.
Zwischen 1990 und 1994 spielte er im durchaus hohen Fußballeralter für die US-Nationalmannschaft. Er absolvierte 61 Länderspiele.
Er nahm an der Weltmeisterschaft 1994 in den USA teil. 1992 gehörte Clavijo zum US-Aufgebot bei der Futsal-Weltmeisterschaft in Hongkong, als man durch eine 1:4-Finalniederlage gegen Brasilien Vizeweltmeister wurde.

## Trainerkarriere
Nach seiner aktiven Karriere wurde er Trainer. Von 2000 bis 2002 war er Trainer von New England Revolution, 2003 bis 2005 trainierte er die Nationalmannschaft von Haiti.
Von 2005 bis 2008 war er Trainer der Colorado Rapids in der MLS (Major League Soccer). Anschließend trainierte er den Miami FC.